# Йоахім Готліб Швабе
Йоахім Готліб Швабе (нім. Joachim Gottlieb Schwabe; 11 листопада 1754,  Козе — 21 січня 1800, Кадріна) — німецько-балтійський пастор і письменник.
Йоахім Готліб Швабе народився в сім'ї пастора в  Естонії. Після навчання в гімназії в містах Нарва і Таллін (Ревель) він з 1774 по 1778 рік навчався в Єнському університеті. Після цього він служив теологом: в 1780–1783 рр. в Ніссі, в 1783–1796 рр.. в Лігулі і з 1796 по 1800 рік в Кадріні.

## Естофіл
Швабе боровся за поліпшення освіти естонських селян. Популярність він надбав як поет, який пише на естонській мові, і автор календарів. У 1795–1797 і 1799 рр.. він був редактором впливового календаря «Eesti-Ma Rahwa Kalender». Три вірші Швабе: Laul (1795), Lapse uinutamisse Laul (1796) і Kewwade laulda (1797) були дуже популярними. Останні з них можливо першими видав естонською мовою.
В 1832 р. Генріх Розенплентер перевидав вірш Laul, цього разу з німецькою назвою Der zufriedene Bauer (Задоволений селянин). Посмертно видавалися вірші Швабе Eestimaa tallomehhe laul, в яких він критикує пригнічення місцевого сільського населення.